# Clematis burmanica
Clematis burmanica là một loài thực vật có hoa trong họ Mao lương. Loài này được Lace mô tả khoa học đầu tiên năm 1915.